# Martfű

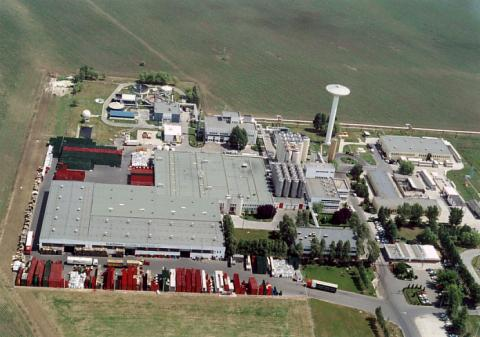
Bryggeriet i Martfű.

Martfű är en mindre stad i provinsen Jász-Nagykun-Szolnok i Ungern. Martfű ligger i distriktet Szolnok och hade år 2020 totalt 6 032 invånare.